# Klooster van Sant Cugat

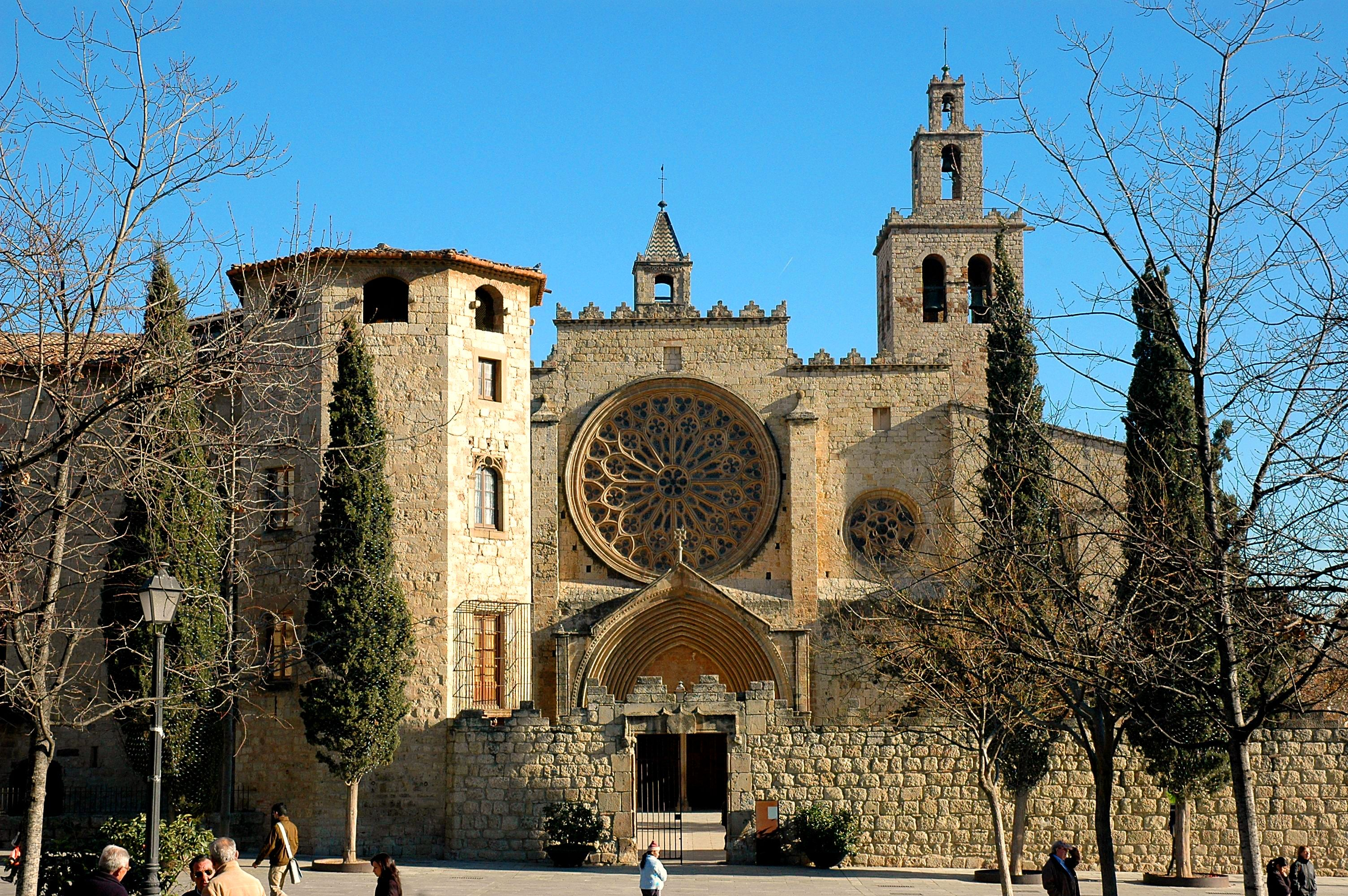
Het Klooster van Sant Cugat

Het Klooster van Sant Cugat is een benedictijnenabdij in Sant Cugat del Vallès, een voorstad van de Catalaanse stad Barcelona. 
Het klooster werd in de 9e eeuw opgericht en de bouw ervan duurde voort tot de 14e eeuw. Het beschikt over een indrukwekkende kloostergang in romaanse stijl. In 1835 verlieten de monniken de abdij en kwam het gebouw, dat tijdens de Spaanse Successieoorlog al sterk beschadigd was door de troepen van keizer Karel VI die het als kazerne gebruikt hadden, verder tot verval. Het grootste gedeelte van de bibliotheek en de archieven gingen na de ontbinding in 1835 verloren. De kerk werd een parochiekerk, en de bijgebouwen kregen allerlei functies (school, politiebureau, gemeentehuis…). In 1851 werd tot een eerste restauratie besloten. In 1931 werd het klooster tot Nationaal Monument verklaard en begon onder de Generalitat een nieuwe restauratie door de architect Jeroni Martorell i Terrats. Na de Spaanse Burgeroorlog, tijdens de dictatuur (1939-1975) diende het als pakhuis en kazerne. Van 1968 tot 1972 diende het pand als Faculteit der Letteren van de Autonome Universiteit van Barcelona. 
Tegenwoordig is het gebouw de hoofdzetel van het gemeentelijke historische museum Museu de Sant Cugat.
Enkele abten van Sant Cugat werden door de Staten-Generaal verkozen tot president van de Generalitat:
- Dalmau van Cartellà en Despou (?-1439)
- Pere Àngel Ferrer i Despuig (?-1559)
- Miquel d'Aimeric i de Codina (?-1617)
- Gispert d'Amat i Desbosc de Sant Vicenç (? - 1696)
- Baltasar de Muntaner i de Sacosta (?-1711)
- Francesc Antoni de Solanell i de Montellà (1670-1713), de voorlaatste president, in volle Successieoorlog